# Judo na Igrzyskach Ameryki Środkowej i Karaibów 2010
Turniej judo na igrzyskach Ameryki Środkowej i Karaibów odbył się w dniach 18-21 lipca 2010 roku w Mayagüez.

## Klasyfikacja medalowa
Gospodarz zawodów został zaznaczony kolorem.
| Miejsce | Państwo    |    |    |    | Razem |
| ------- | ---------- | -- | -- | -- | ----- |
| 1       | Portoryko  | 7  | 3  | 5  | 15    |
| 2       | Wenezuela  | 5  | 4  | 9  | 18    |
| 3       | Kolumbia   | 4  | 1  | 5  | 10    |
| 4       | Meksyk     | 3  | 5  | 5  | 13    |
| 5       | Dominikana | 1  | 4  | 8  | 13    |
| 6       | Gwatemala  | 0  | 1  | 2  | 3     |
| .       | Salwador   | 0  | 1  | 2  | 3     |
| 8       | Haiti      | 0  | 1  | 1  | 2     |
| 9       | Kostaryka  | 0  | 0  | 2  | 2     |
| Razem   | Razem      | 20 | 20 | 39 | 79    |

## Medaliści

### Mężczyźni
| Konkurencja: | Złoto: | Srebro: | Brąz: |
| −55kg        | Enrique Martinez                                                                                                   | Armando Maita | Fredy Lopez Robert Gomez |
| −60kg        | Javier Guédez | John Futtinico | Nabor Castillo Juan Román |
| −66kg        | Ricardo Valderrama                                                                                                 | Lwilli Santana | Carlos Figueroa Melvin Méndez |
| −73kg        | Augusto Miranda | Antonio Rivas | Fausto Bivieca Osman Murillo |
| −81kg        | Mervin Rodríguez                                                                                                   | Gadiel Miranda | Pedro Castro Mailtis Cespedes |
| −90kg        | Isao Cardenas | Amado Santos | José Camacho Alexis Chiclana |
| −100kg       | Carlos Santiago | Sergio García | Melvin Castro Anthoni Peña |
| Ponad 100kg  | Ramón Flores | Pablo Figueroa | Pedro Pineda José Vásquez |
| −Open        | Pedro Castro | Ramón Flores | José Camacho Carlos Santiago |
| Drużynowo    | Wenezuela · José Camacho · Jorge Colmenares · Javier Guédez · Anthoni Peña · Mervin Rodríguez · Ricardo Valderrama | Dominikana · Fausto Bivieca · Melvin Castro · Mailtis Cespedes · Cristhian Delgado · Wander Mateo · Lwilli Santana · Amado Santos · José Vasquez | Meksyk · Eduardo Avila · Isao Cardenas · Fransco Carreon · Nabor Castillo · Fermin Delgado · Ramón Flores · Sergio García · José Hipólito · Portoryko · Alexis Chiclana · Pablo Figueroa · Melvin Méndez · Augusto Miranda · Gadiel Miranda · Juan Román · Carlos Santiago |

### Kobiety
| Konkurencja: | Złoto:                                                                                                | Srebro: | Brąz: |
| −44kg        | Isandrina Sanchez                                                                                     | Evelin Rodriguez                                                                                              | Steffanny Garatejo Andrea Gómez |
| −48kg        | Edna Carrillo                                                                                         | Diana de Jesus                                                                                                | Luz Álvarez Linouse Desravine |
| −52kg        | Yulieth Sánchez                                                                                       | Andrea Cárdenas                                                                                               | María García Karina Tapia |
| −57kg        | Yadinis Amarís                                                                                        | Ange Jean Baptiste                                                                                            | Ana León Flor Velázquez |
| −63kg        | Jessica García                                                                                        | Ysis Barreto                                                                                                  | Karina Acosta Diana Velasco |
| −70kg        | María Pérez                                                                                           | Veronica Mendoza                                                                                              | Andrea Menegazzo María Rojas |
| −78kg        | Anny Cortés                                                                                           | Keivi Pinto                                                                                                   | Mirla G. Nolberto Leidi Germán |
| Ponad 78kg   | Melissa Mojica                                                                                        | Vanessa Zambotti                                                                                              | Giovanna Blanco Mabel Henriquez |
| Open         | Melissa Mojica                                                                                        | Vanessa Zambotti                                                                                              | Giovanna Blanco |
| Drużynowo    | Wenezuela · Ysis Barreto · Giovanna Blanco · Diana Ortíz · Keivi Pinto · María Rojas · Flor Velázquez | Portoryko · Margaret de Jesús · Jessica García · Melissa Mojica · Julie Rivas · Keishla Vázquez · María Pérez | Kolumbia · Luz Álvarez · Yadinis Amarís · Anny Cortés · Yulieth Sánchez · Diana Velasco · Meksyk · Karina Acosta · Andrea Cárdenas · Edna Carrillo · Ana León · Lizbeth León · Lenia Ruvalcaba · Sandra Sánchez · Vanessa Zambotti |